# جورج دبليو. لي
جورج دبليو. لي (بالإنجليزية: George W. Lee)‏ هو سياسي أمريكي، ولد في 26 فبراير 1931، وتوفي في 13 يوليو 2007 في الولايات المتحدة. حزبياً، نشط في الحزب الديمقراطي. وقد انتخب عمدة سينامينسون، نيو جيرسي.
أقر لي، الذي شغل أيضًا منصب رئيس مجلس إدارة الحزب الديمقراطي لنيوجيرسي في مقاطعة بيرلينجتون بأنه مذنب لخرق قوانين الانتخابات خلال حملة إعادة انتخاب حاكم ولاية نيو جيرسي بريندان بيرن في عام 1977م ومن ثم تم اتهام لي وهو من سكان بلدة سينامينسون بمساهمته في غسيل الأموال أثناء محاولة إعادة انتخاب السيد بايرن وجمع 7500 دولار من المساهمات غير المبلغ عنها.
كانت المحاكمة أمام القاضي سي جودسون هاملين وتم الاستماع إليها في 18 مارس 1980م باعتبارها لائحة اتهام لهيئة محلفين كبرى.